# 上海工业大学

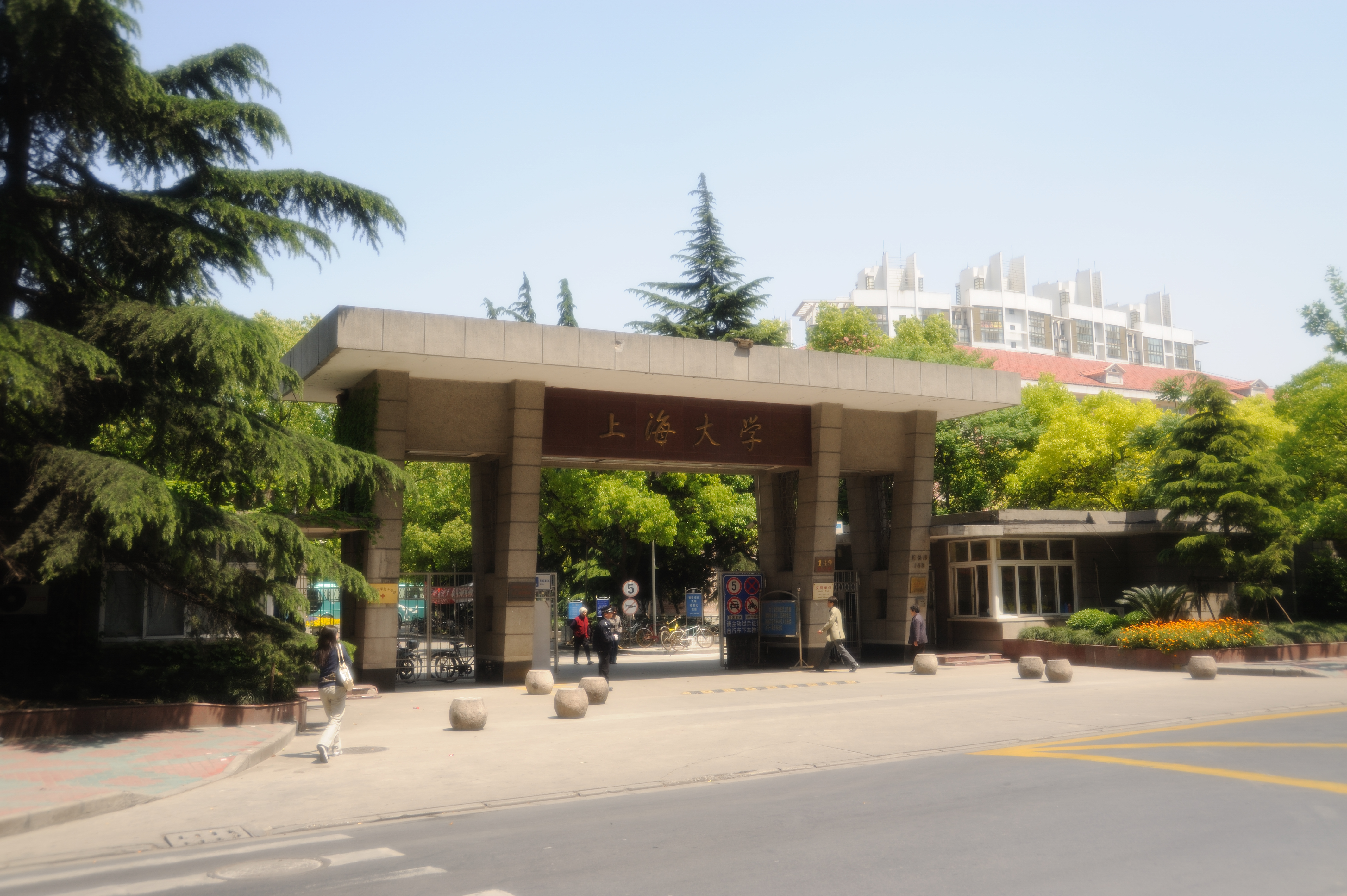
上海工业大学正门 现上海大学延长校区

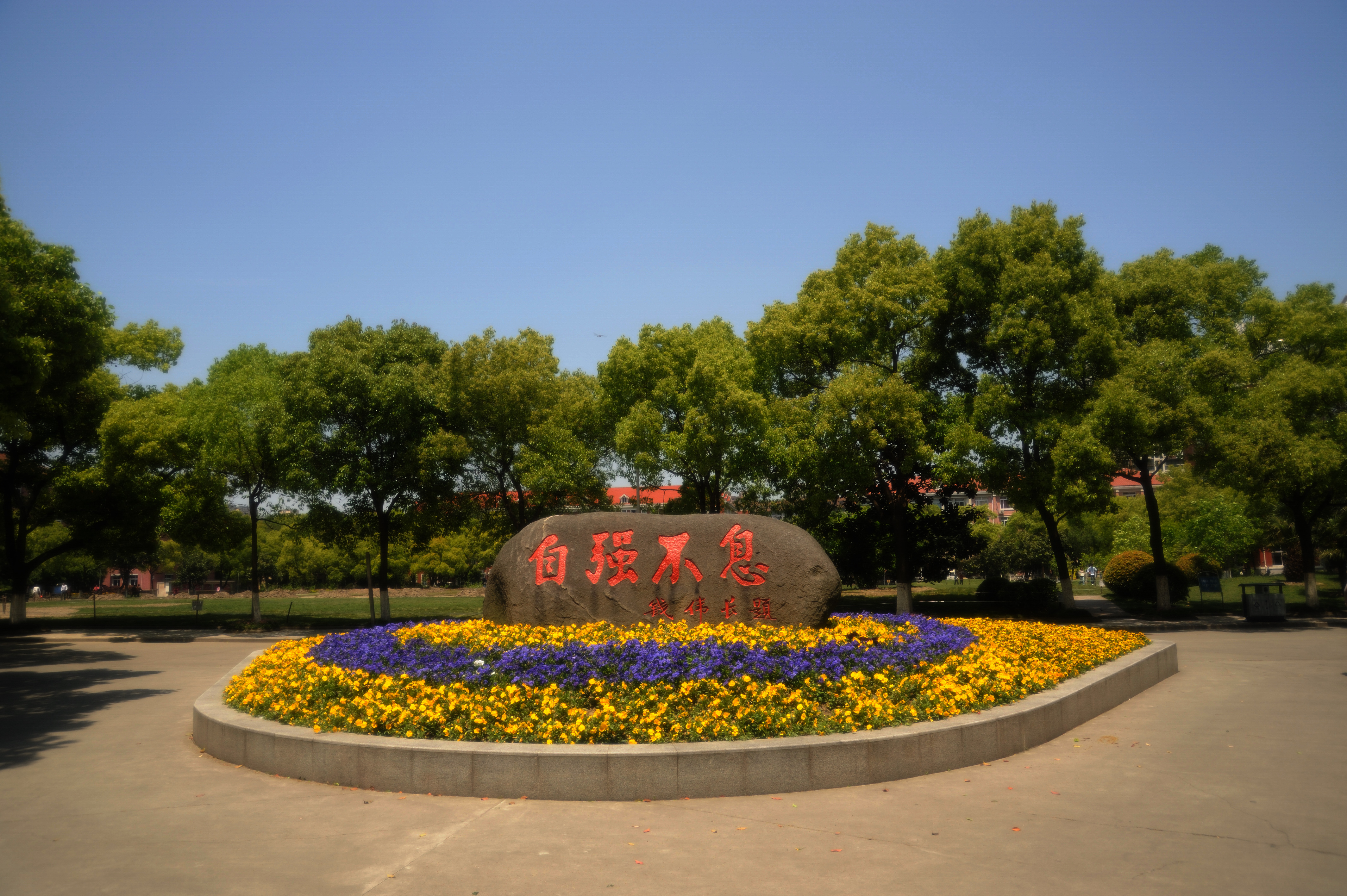
校训

上海工业大学，简称上工大，前身是成立于1960年的上海工学院。1979年更名为上海工业大学。是上海市市属重点大学。1994年以上海工业大学为主牵头联手上海科技大学、原上海大学和上海科技专科学校组建了新上海大学。在新上海大学宝山校区未完成前担负新上海大学行政管理中枢的职责。现为上海大学延长校区。地址为上海市靜安区延长路149号。

## 概述
上海工业大学定位为上海市地方建设培养专业人才，在上海的市属地方院校中一直处于领头羊地位，尤其在冶金、机械、力学、自动控制、工业用机器人等方面具有特长，毕业生主要担任上海市以及区县政府机关、高等院校、研究所、工厂、等企事业单位的领导。有相当部分毕业生留学移民到北美、日本、澳洲等发达国家和地区。1983年著名学者钱伟长教授担任校长以后，引入三学期制度，增加了淘汰力度，极大提高了教学质量和学生动手能力。

## 校史
1960年3月，中共上海市委、市政府决定成立上海工业师范学院；5月，11位华东师范大学应届毕业生到上海工业师范学院报到，成为学校的第一批教师。6月，上海工业师范学院改为办工科类大学，取名上海工学院，1960年9月30日举行成立大会暨开学典礼。
上海工学院成立后，在金沙江路征地80亩，建造了6000平方米的宿舍和教室，校址靠近华东师范大学，可依托华师大的师资和办学经验。后又陆续接收闸北区延长路149号上海交通大学分部和上海交大预科（附中）校址、广延路140号上海团校校址，恒丰路313号上海机械学院冶金分校校址，上海工学院校园面积达300亩。
1979年1月，上海工学院更名为上海工业大学。1994年5月，上海工业大学，上海科学技术大学，原上海大学，上海科技专科学校合并组建新上海大学。

## 与新上海大学的关系
长期以来上海工业大学、上海科技大学、上海第二医科大学是上海本土高校的中坚力量，是上海本地科教医疗技术人员的培养基地。90年代的全国211工程评选中，上海本地高校获得2个名额，为使三所本地高校都能入选，上海市政府打算让上海工业大学和上海科技大学合并，并且更名为上海理工大学或者为华东理工大学加入，但是以上校名分别被上海机械学院、华东化工学院抢先取得。因此为了新校名不得不并入另一所本土高校上海大学。由于上海工业大学的强势地位，新上海大学的领导班子以上海工业大学为主。校训是上海工业大学的自强不息，校徽继承了上海工业大学的式样，教学制度也完全承袭上海工业大学的风格。虽然这样有益统一管理，但是无视其它被合并学校传统的做法也颇有微词，并造成合并后人才的流失。

## 沿革
- 1960年9月，上海工学院成立。
- 1972年，上海工学院与上海机械学院合并。无线电技术和稀有金属冶金专业划归上海科技大学。
- 1979年1月，与上海机械学院分离，恢复上海工学院建制，正式更名为上海工业大学。
- 1983年1月，钱伟长教授开始担任上海工业大学校长。
- 1994年5月，上海工业大学、上海科技大学、原上海大学、上海科技专科学校合并组建新上海大学。

## 著名教师
- 钱伟长教授，曾任校长。
- 徐匡迪教授，曾任冶金工程系副主任、主任，常务副校长。